# هرمان یوزنر
هرمان یوزنر (انگلیسی: Hermann Usener؛ ۲۳ اکتبر ۱۸۳۴ – ۲۱ اکتبر ۱۹۰۵) یک دانشمند در زمینه مطالعات کلاسیک اهل آلمان بود.